# Lesná (kraj pilzneński)
Lesná (niem. Schönwald) – gmina w Czechach, w powiecie Tachov, w kraju pilzneńskim. Według danych z dnia 1 stycznia 2013 liczyła 509 mieszkańców.